# Luigi Fabron
Luigi Fabron (Torino, 26 settembre 1855 – Pozzuoli, 24 luglio 1907) è stato un pittore italiano.

## Biografia
Figlio di Adolfo e di Rosa Rosotti, si trasferì insieme alla sua famiglia a Napoli, dove prese le prime nozioni di disegno dallo scultore Stanislao Lista e poi divenne allievo di Domenico Morelli, all'Accademia di belle arti di Napoli.
Nel 1873 fece il suo esordio alla mostra della Promotrice di Napoli, presentando uno Studio; nel 1874 espose alla Promotrice un altro Studio e nel 1875 vinse un premio per l'opera Turco coricato, che forse corrisponde all'opera Arabo dormente, oggi conservata alla Galleria dell'Accademia di Napoli.
Nel 1875 vinse il premio "Fortuny", a pari merito con Antonio Mancini, per  Mezza figura in domino nero, esposta alla Promotrice.

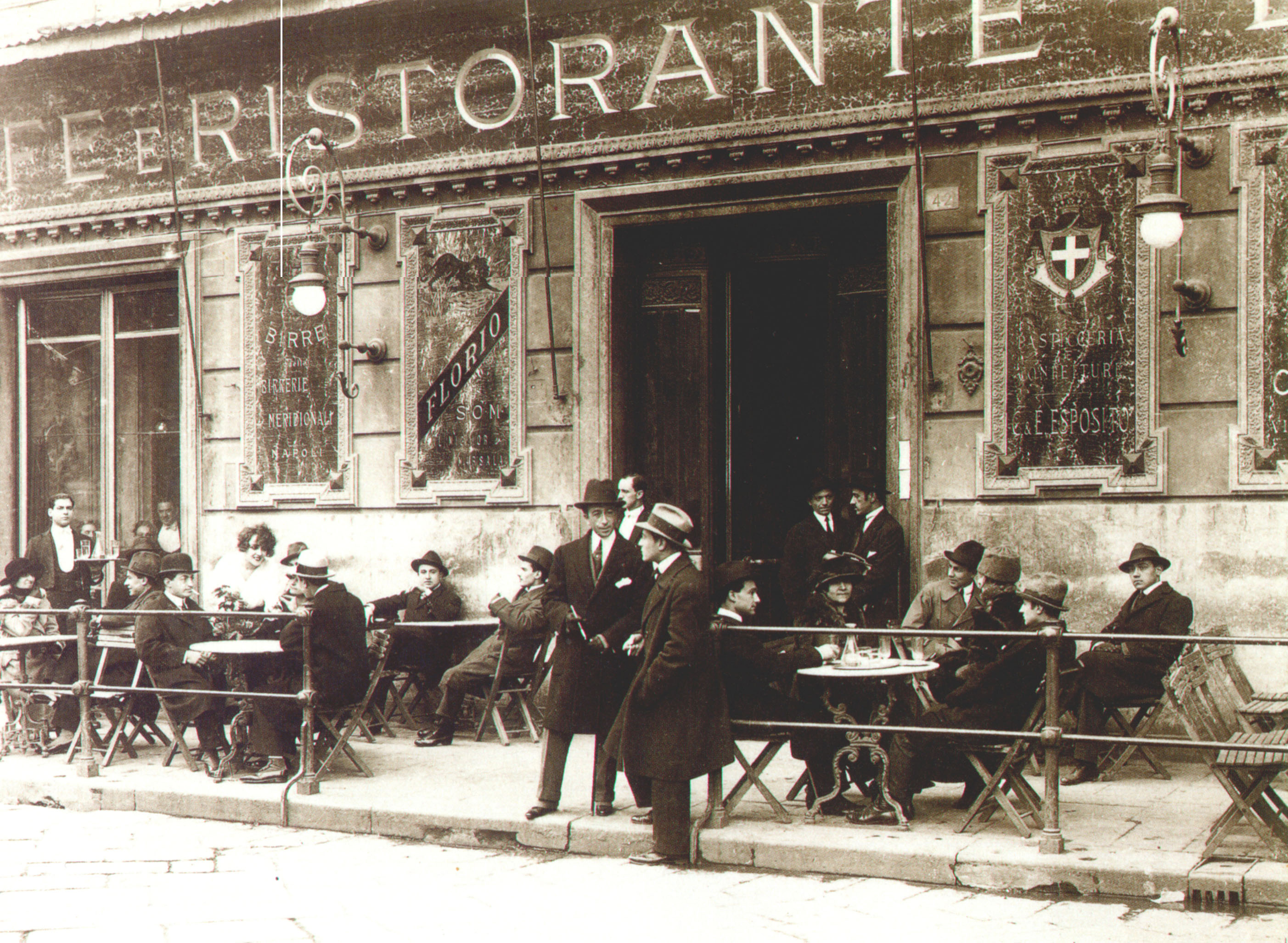
Napoli, Caffè Gambrinus

Ispirandosi all'arte di Gabriele Smargiassi dipingeva paesaggi. Nel 1876 eseguì un ritratto di Smargiassi, come saggio di scuola, dipinto che è oggi alla Galleria dell'Accademia di Napoli. Il suo paesaggio Stagni a Sarno fu presentato alla mostra della Promotrice di Napoli del 1876.
Luigi Fabron si recò a Parigi nel 1877, insieme a  Vincenzo Gemito - compagno di artisti contrari all'accademismo nella scultura - e ad Antonio Mancini. Espose al Salon, eseguì i ritratti del signore e della signora Vilbor e dipinse vedute della città.
Tornato a Napoli, nel 1886 espose la tela Contadina sarnese; nel 1887 presentò Campagna d'inverno, che fu acquistata dal Municipio di Napoli; nel 1888 mise in mostra Presso Sorrento e Palude (Napoli, Comune); nel 1890 propose La quiete (Napoli, Amministrazione provinciale); nel 1894 presentò Campagna; nel 1896 infine, Per andare ai Camaldoli e Via Crucis.
Nel 1890 partecipò anche alla Mostra del lavoro, a Napoli, alla galleria Umberto I. Alla Promotrice del 1897 presentò Diavolo bianco e a quella del 1904 Golfo di Pozzuoli.
A Napoli, nel 1879, dipinse nella chiesa di San Domenico Soriano i Quattro evangelisti - nei pennacchi della cupola  - e  una Resurrezione di Lazzaro. Nella chiesa di San Raffaello eseguì una Storia di Santi (poi perduta) e lasciò l'olio Vita di Gesù. In una delle sale del caffè Gambrinus affrescò Alla fonte.

### Opere in musei e collezioni
Gli altri suoi dipinti, conservati alla Galleria dell'Accademia di Napoli, sono: Mezza figura 1872, Testa di arabo 1874 e Paesaggio. Al Museo di San Martino si trova il suo Paesaggio con marina; il Banco di Napoli possiede il pastello Ritratto femminile, del 1885; la Prefettura di Napoli ha Paesaggio con lago e la Pinacoteca civica Vincenzo Bindi di Giulianova possiede Spagnolo in costume, del 1879.

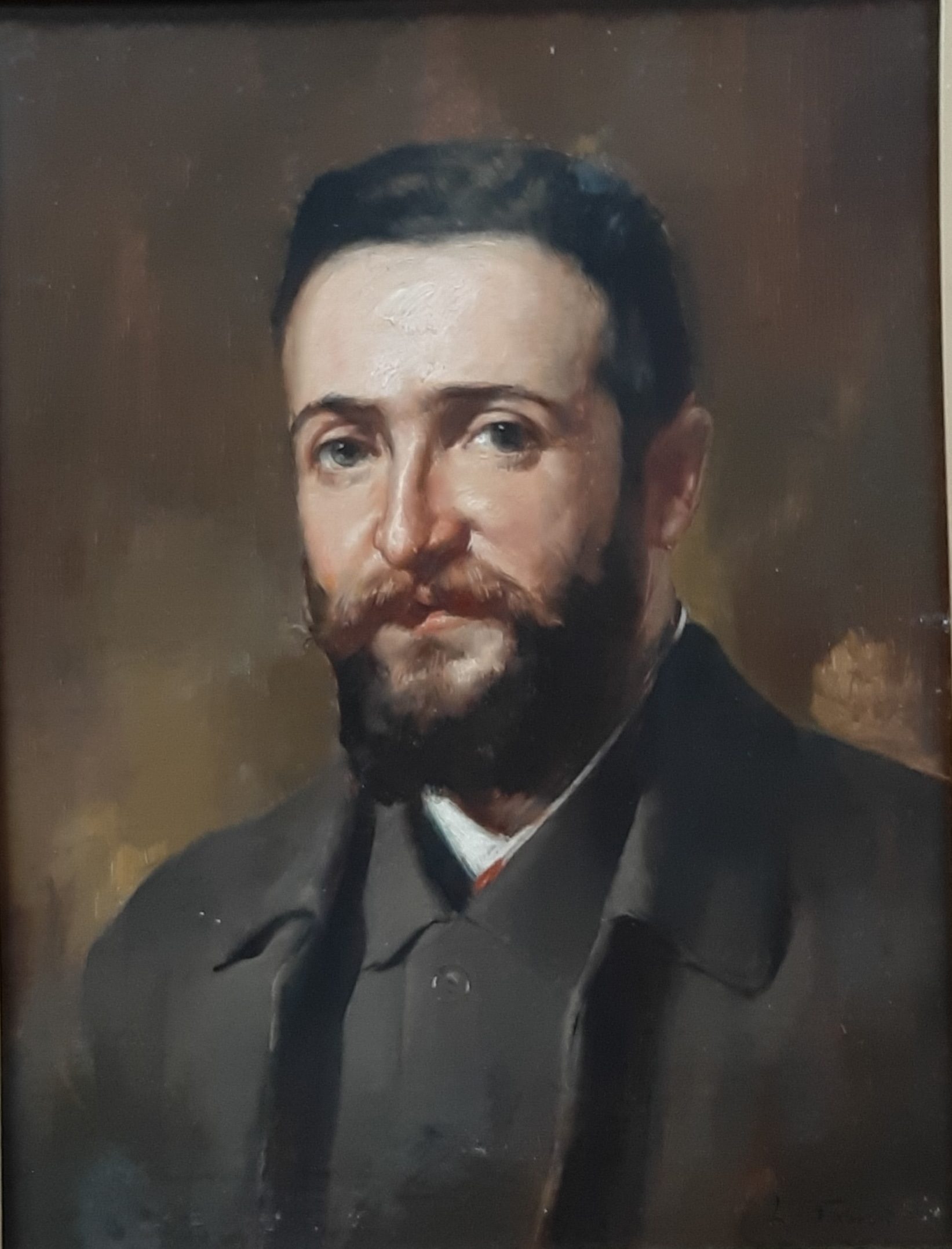
Ritratto di gentiluomo

### Esposizioni postume
- 1922.Mostra della pittura napoletana dell'Ottocento, Napoli.[8]
- 1929. Ottocentisti napoletani, Torino, mostra organizzata dalla Società Fontanesi, diretta da Felice Casorati, dipinti Nel bosco di Capodimonte e Al balcone e il ritratto di Smargiassi.[9]
- 1934-1935. II Mostra internazionale d'arte coloniale, Napoli, presentato Studio di arabo.
- 1936. Il paesaggio nella pittura napoletana dell'Ottocento, Napoli, esposti Alberi, Cortile e un Paesaggio, che ora è all'Accademia di belle arti di Napoli.[10]

1934-1935. II Mostra internazionale d'arte coloniale, Napoli, presentato Studio di arabo.